# Acheville
Acheville ist eine französische Gemeinde im Département Pas-de-Calais in der Region Hauts-de-France. Sie gehört zum Kanton Avion im Arrondissement Lens.

## Lage
Die Gemeinde Acheville liegt sieben Kilometer südöstlich der Innenstadt von Lens. Acheville grenzt im Nordosten an Rouvroy, im Osten an Bois-Bernard, im Südosten an Fresnoy-en-Gohelle, im Südwesten an Arleux-en-Gohelle und im Nordwesten an Méricourt.

## Bevölkerungsentwicklung
| Jahr                       | 1962 | 1968 | 1975 | 1982 | 1990 | 1999 | 2006 | 2014 | 2022 |
| -------------------------- | ---- | ---- | ---- | ---- | ---- | ---- | ---- | ---- | ---- |
| Einwohner                  | 275  | 290  | 313  | 399  | 438  | 457  | 583  | 637  | 579  |
| Quellen: Cassini und INSEE |      |      |      |      |      |      |      |      |      |

## Sehenswürdigkeiten

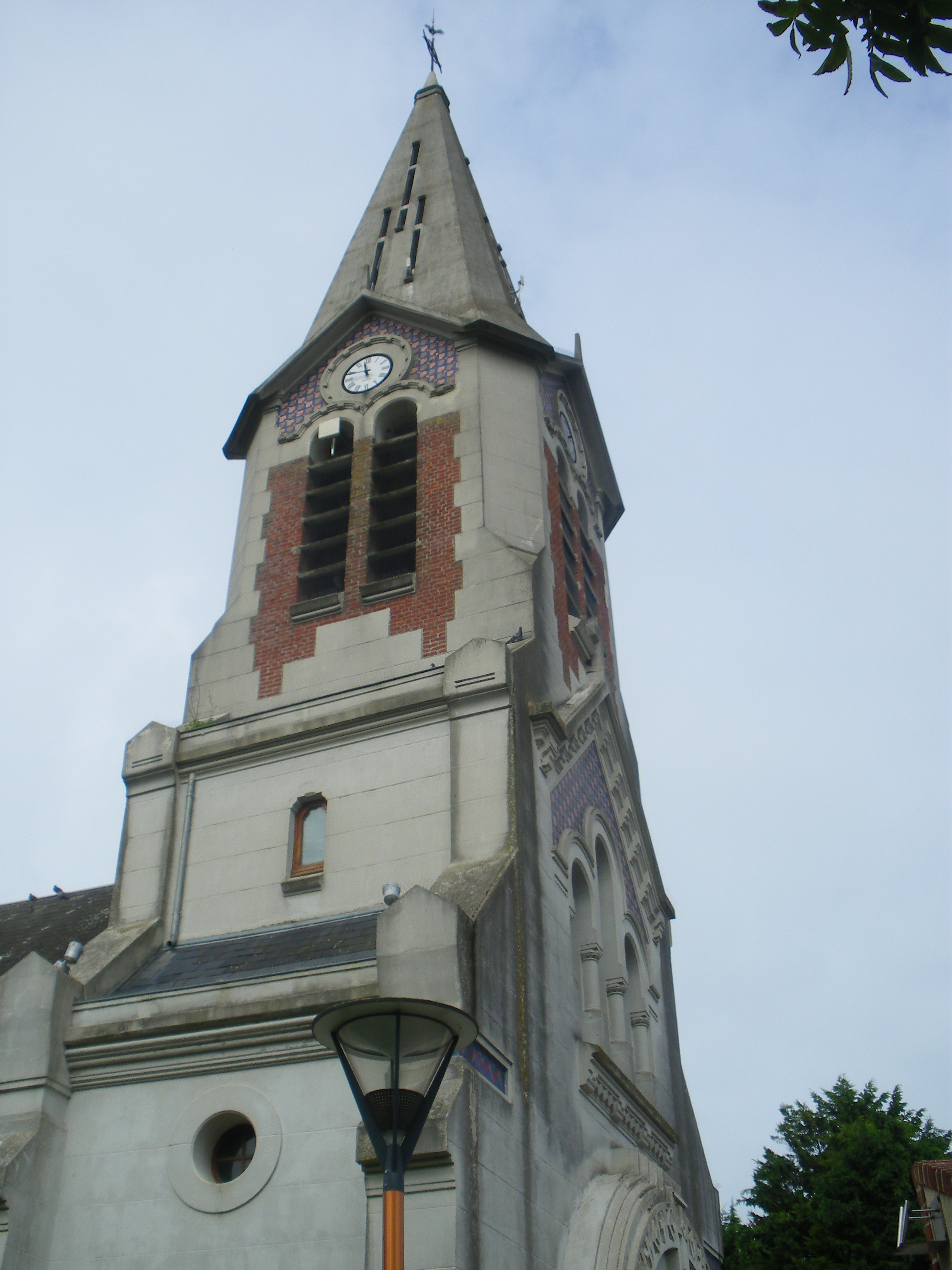
Kirche Saint-Martin
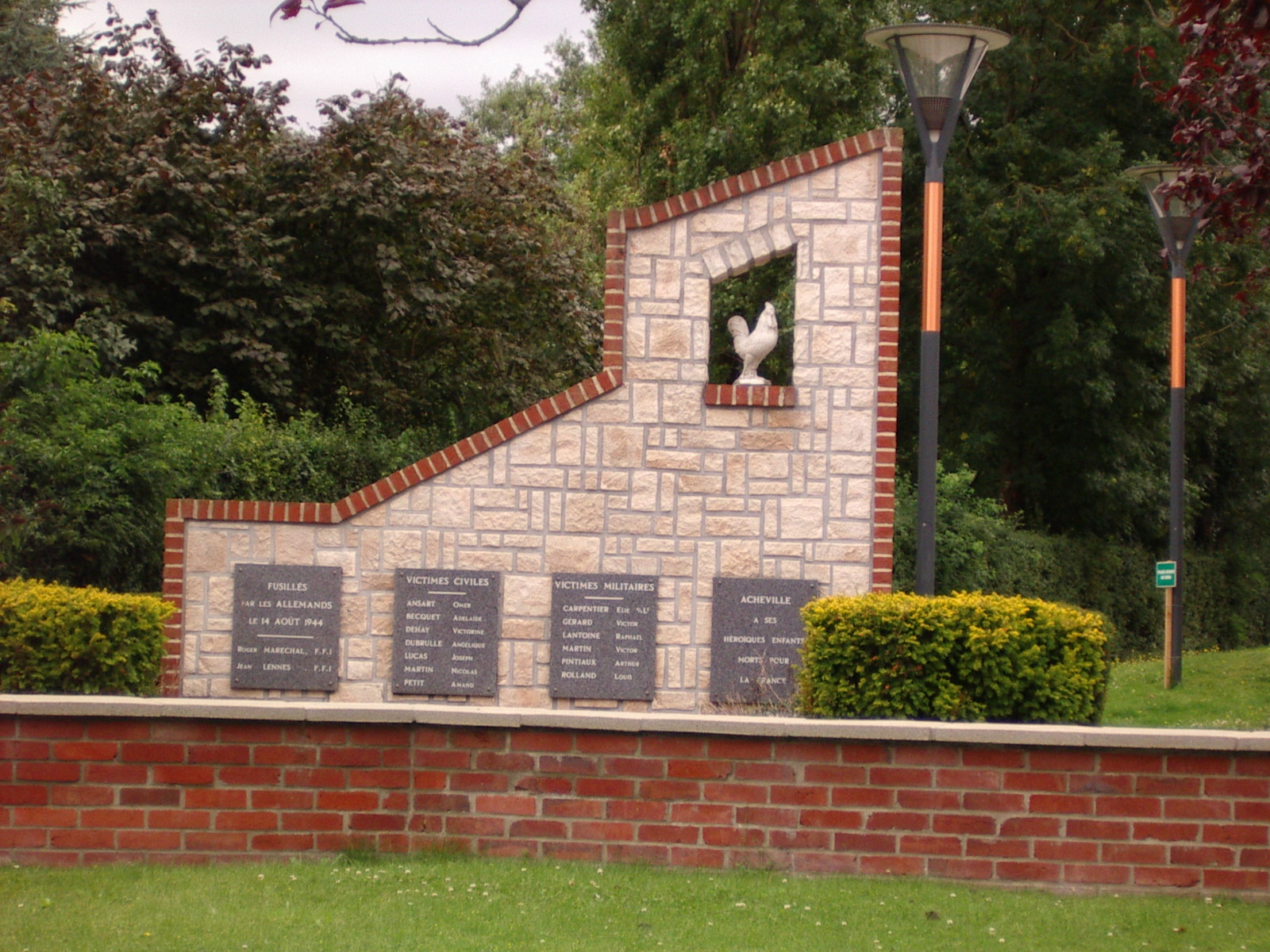
Gefallenendenkmal

- Kirche Saint-Martin
- Gefallenendenkmal